# Lorenzo Bodega
Lorenzo Bodega (Lecco, 11 luglio 1959) è un politico italiano.

## Biografia
Laureato in Architettura, prima di entrare in politica ha lavorato come tecnico comunale e funzionario pubblico presso il comune di Castello di Brianza (LC). Esponente della Lega Lombarda (poi Lega Nord), è stato assessore all'urbanistica a Lecco dal 1993 al 1997 nella giunta monocolore Lega guidata da Giuseppe Pogliani e primo cittadino del capoluogo manzoniano dal 1997 fino all'aprile 2006. A lui è succeduta la sua collega di partito Antonella Faggi, sostenuta dai partiti della Casa delle Libertà. Nel periodo tra il 2002 e il 2003 ha ricoperto inoltre la carica di presidente del Calcio Lecco 1912.
Viene candidato alle elezioni europee del 2004 nella circoscrizione Italia Nord-Occidentale senza però essere eletto.
Per le elezioni politiche del 2006 si è candidato alla Camera nella circoscrizione Lombardia 2 per la lista "Lega Nord Padania - Movimento per l'Autonomia": risulta essere il primo dei non eletti, ma approda lo stesso a Montecitorio a seguito della rinuncia del Segretario federale leghista Umberto Bossi, che preferisce optare per il Parlamento europeo. Membro della Commissione Lavoro della Camera e della Commissione parlamentare di controllo sull'attività degli enti gestori di forme obbligatorie di previdenza e assistenza sociale.
Alle politiche del 2008 è eletto al Senato della Repubblica con la lista della Lega Nord con il ruolo di vice capogruppo al Senato. Ricopre il ruolo di Segretario della Commissione Affari Costituzionali del Senato ed è vicepresidente della Commissione straordinaria per la tutela e la promozione dei diritti umani. Fa parte anche del Consiglio di disciplina del Senato.
Il 17 aprile 2012 vota in contrasto con la direttiva di espellere la vicepresidente del Senato Rosy Mauro dal gruppo parlamentare della Lega Nord e lascia lui stesso il gruppo parlamentare, iscrivendosi al Gruppo misto.
Alle elezioni regionali lombarde del 24 e 25 febbraio 2013 si candida alla carica di consigliere regionale nella lista Lombardia Civica che sostiene Gabriele Albertini e ottiene 390 preferenze senza essere eletto.
Nel 2015 si ricandida a Sindaco di Lecco, appoggiato dal Nuovo Centrodestra e dalle liste civiche "Bodega Sindaco Sì" e "Destra per Lecco" ma arriva terzo con il 20,2% dei voti dietro a Virginio Brivio (PD) e Alberto Negrini (LN, FI, FdI), non riuscendo pertanto ad accedere al ballottaggio. Eletto consigliere comunale, nell'estate del 2018 annuncia le dimissioni dalla carica, dimissioni che saranno formalmente ratificate il 24 settembre 2018.

## Controversie
Nel 2015 sorprende i propri concittadini pubblicando sul proprio profilo personale di Facebook una foto di Benito Mussolini.
All'indomani della elezione a sindaco di Lecco cattura l'attenzione delle cronache nazionali presentandosi esordendo con la frase "sarò breve e circonciso".